# Heribert Schmid
Heribert Schmid (* 8. September 1941) ist ein ehemaliger Schweizer Skispringer.

## Werdegang
Schmid gab sein internationales Debüt bei der Vierschanzentournee 1962/63. Nachdem er dabei das Springen in Oberstdorf ausgelassen und auch in den weiteren Springen keine Top-30-Platzierung erreicht hatte, beendete er seine erste Tournee auf dem 47. Platz der Gesamtwertung. Bei den Schweizer Meisterschaften 1963 in Einsiedeln gewann er seinen ersten nationalen Titel im Einzel.
Mit der Vierschanzentournee 1963/64 bestritt er seine erfolgreichste Tournee. Beim Auftaktspringen erreichte er mit dem 18. Platz in Oberstdorf sein bestes Tournee-Einzelergebnis in seiner Karriere. In Garmisch-Partenkirchen startete er nicht. In Innsbruck und Bischofshofen landete er abgeschlagen jenseits der Top 50. In der Gesamtwertung lag Schmid mit 711,4 Punkten Rang 38.
Bei den Olympischen Winterspielen 1964 in Innsbruck sprang Schmid von der Normalschanze auf den 25. Platz. Von der Grossschanze erreichte er nach Sprüngen auf 78, 78,5 und 64 Meter den 46. Platz.
Bei der folgenden Vierschanzentournee 1964/65 bestritt Schmid nur das Springen auf der Schattenbergschanze in Oberstdorf. Obwohl er dort nur auf dem 57. Platz erreichte, landete er auf dem 43. Platz der Gesamtwertung. Auch in den folgenden drei Jahren gelang es ihm nicht mehr, auf vordere Plätze zu springen. Lediglich auf nationaler Ebene gewann er 1966 in Langenbruck und 1967 in Einsiedeln die Goldmedaille. 1968 beendete er seine aktive Skisprungkarriere.
Heribert Schmids Vetter Hans war ebenfalls als Skispringer aktiv.

## Erfolge

### Vierschanzentournee-Platzierungen
| Saison  | Platz | Punkte |
| ------- | ----- | ------ |
| 1962/63 | 47.   | 491,3  |
| 1963/64 | 38.   | 711,4  |
| 1964/65 | 43.   | 671,8  |
| 1965/66 | 53.   | 615,6  |
| 1966/67 | 66.   | 354,2  |
| 1967/68 | 54.   | 647,2  |